# Фенотиазиновые нейролептики
Фенотиазиновые нейролептики (нейролептики фенотиазинового ряда, производные фенотиазина) — разновидность нейролептиков (антипсихотиков), одна из групп нейролептиков, выделяемых на основе их химического строения. К фенотиазиновым нейролептикам относятся:
- Алифатические производные — соединения, содержащие при атоме азота фенотиазинового ядра диалкиламиноалкильную цепь.
- Производные пиперазина — соединения, содержащие в боковой цепи ядро пиперазина.
- Производные пиперидина — соединения, содержащие в боковой цепи ядро пиперидина.

Действие всех фенотиазиновых нейролептиков во многом сходно, однако каждая их группа и каждый препарат имеют свои особенности.

## История
Первоначально фенотиазин (тиодифениламин) применялся в медицине как антигельминтный препарат и антисептик, однако затем перестал использоваться из-за открытия менее токсичных и более эффективных препаратов, хотя по-прежнему используется в ветеринарии при глистных инвазиях у рогатого скота, свиней и лошадей, а также применяется для уничтожения личинок комара.
В 1945 году были открыты соединения — производные фенотиазина, которые можно получить в результате замещения водорода при атоме азота фенотиазинового ядра алкиламиноалкильными радикалами и которым свойствен сильный антигистаминный эффект, холинолитические и другие важные фармакологические свойства. Первым из алкиламинопроизводных фенотиазина, начавших применяться как антигистаминные средства, стал гидрохлорид 10-(2-диметиламиноэтил)-фенотиазина (более известное название — «этизин»). Диэтильный аналог этого препарата, динезин, обладающий холинолитической активностью, стал применяться как средство для лечения паркинсонизма. Был исследован также препарат с сильной противогистаминной активностью — гидрохлорид 10-(2-диметиламинопропил)-фенотиазина, он же дипразин (прометазин). Как оказалось, эти и другие аналогичные производные фенотиазина обладают многогранным влиянием на центральную и периферическую нервные системы — например, дипразину свойственны не только противогистаминная, но и адренолитическая активность, седативный эффект, свойство усиливать действие наркотиков, снотворных, болеутоляющих и местноанестезирующих веществ, снижать температуру тела, оказывать противорвотный эффект.
В 1940—1950-х годах у прометазина был выявлен седативный эффект, и исследователи во Франции (P. Guiraud, G. Daumezon, L. Cassan) предприняли попытки использовать прометазин для ослабления возбуждения у пациентов с психозами.
В результате попыток создать вещества, более активные и более избирательно влияющие на функции ЦНС, синтезировали производные фенотиазина, образующиеся при замещении в положении С2 ядра атомом хлора или другими заместителями. К числу самых активных из этих препаратов относится гидрохлорид 2-хлор-10-(З-диметиламинопропил)-фенотиазина, или аминазин, синтезированный в 1950 году. В ряду производных фенотиазина были синтезированы многие нейролептики, а также некоторые из антидепрессантов (фторацизин), коронарорасширяющие препараты (нонахлазин), антиаритмические препараты (этмозин, этацизин), противорвотные средства (тиэтилперазин).

## Группы фенотиазиновых нейролептиков

### Алифатические производные
К ним относятся хлорпромазин (аминазин), левомепромазин (тизерцин), промазин (пропазин), алимемазин (тералиджен). Для этих препаратов характерно антипсихотическое действие с выраженным гипноседативным компонентом: вялостью, умственной и физической заторможенностью, апатичностью и пассивностью, сонливостью. Седативный эффект этих нейролептиков более выражен, чем у нейролептиков других групп; побочные двигательные нарушения проявляются заторможенностью и гиподинамией, близкой к акинетическому синдрому (полной неподвижности). Алифатическим производным присуще значительное гипотензивное действие, умеренный холинолитический эффект.

### Производные пиперазина
Эта группа включает в себя трифлуоперазин (трифтазин), перфеназин (этаперазин), тиопроперазин (мажептил), флуфеназин (модитен), метофеназин (френолон), прохлорперазин (метеразин). Производные пиперазина обладают сильными дофаминблокирующими свойствами и сходны по своим эффектам с нейролептиками группы бутирофенонов (например, галоперидолом). Большинство препаратов группы производных пиперазина не снимают психомоторное возбуждение, а оказывают сильный антипсихотический эффект с активирующим (стимулирующим) компонентом. Экстрапирамидные побочные эффекты носят характер гипер- или дискинетических и, как правило, более тяжелы, чем у нейролептиков с выраженным седативным действием. Производным пиперазина свойственны значительные нейроэндокринные побочные эффекты.
Противорвотный эффект этих препаратов гораздо более выражен, чем у аминазина. Гипотермический эффект слабый. Не вызывают гипотензии, так как слабо действуют на α-адренорецепторы. Холинолитический эффект выражен слабо.

### Производные пиперидина
Включают в себя тиоридазин (сонапакс), перициазин (неулептил), пипотиазин (пипортил). По особенностям своего действия в какой-то мере занимают промежуточное положение между алифатическими производными и производными пиперазина. Для производных пиперидина в основном характерна средне выраженная антипсихотическая активность и мягкий гипноседативный эффект, выраженное общее холинблокирующее действие, обусловливающее их спазмолитический эффект. Противорвотный эффект у неулептила намного сильнее, чем у аминазина, гипотермическое действие также выражено значительно больше. Производные пиперидина резко потенцируют эффект депрессантов ЦНС. Для производных пиперидина характерно сравнительно слабое психотропное действие, с чем связано их применение как «корректоров поведения».
Сонапакс обладает очень слабым экстрапирамидным эффектом, пипотиазин — довольно выраженной способностью вызывать экстрапирамидные расстройства.

## Общие побочные эффекты фенотиазиновых нейролептиков
Риск неврологических побочных эффектов (экстрапирамидных расстройств) существует в большей или меньшей мере при применении любых антипсихотиков, но среди производных фенотиазина пиперазиновым производным в наибольшей степени присуща способность вызывать экстрапирамидные расстройства. Алифатические производные, как правило, вызывают сравнительно умеренные экстрапирамидные нарушения, в клинической картине которых преобладают заторможенность, гипокинезия (см. нейролептический паркинсонизм); пиперазиновые производные чаще вызывают гиперкинезы (дистонию, акатизию).
Для фенотиазиновых нейролептиков характерно выраженное местно-раздражающее действие (болезненность и инфильтрация в месте инъекций, повреждение интимы сосуда и тромбофлебиты при внутривенном введении).
Фенотиазиновые нейролептики подвергаются метаболизму в гепатоцитах, и этим обусловлены значительное усиление эффекта «первого прохождения» этих препаратов через печень, возможное токсическое действие на паренхиматозные органы в случаях использования высоких доз. Многие из фенотиазиновых нейролептиков преобразуются в организме в активные метаболиты, длительное время сохраняющиеся в плазме крови, что также обусловливает существенный риск побочных эффектов.
Некоторые из фенотиазиновых нейролептиков (в том числе аминазин, трифтазин) оказывают токсическое действие на печень, вплоть до развития холестатической желтухи, иногда — хронического поражения печени. 
Фенотиазиновые нейролептики могут оказывать угнетающий эффект на дыхательный центр, в особенности это опасно у пациентов с хроническими обструктивными заболеваниями лёгких. Эти препараты могут подавлять кашлевой рефлекс, снижать секрецию мокроты, что обусловливает риск аспирационных и гипостатических пневмоний, прежде всего у ослабленных пациентов, долгое время находящихся на постельном режиме.
Фенотиазиновые нейролептики (аминазин, тизерцин, сонапакс) усугубляют сердечную недостаточность, снижают артериальное давление, могут вызывать ортостатическую гипотонию. Некоторые из препаратов этой группы, в том числе сонапакс, способны вызывать синусовую тахикардию, полиморфную желудочковую тахикардию (torsade de pointes) за счет удлинения интервала QT, фибрилляцию желудочков. При длительном приёме фенотиазиновых нейролептиков возможно развитие хронического гипотензивного состояния, приводящего к постоянной ишемии миокарда.
Длительный приём фенотиазиновых нейролептиков способен приводить к повышению массы тела. Возможны и такие побочные эффекты, как задержка мочи, особенно у пациентов с аденомой простаты; агранулоцитоз (аминазин, сонапакс), снижение агрегационных свойств тромбоцитов (аминазин). Фенотиазиновые нейролептики снижают секрецию гормона роста и вызывают гиперпролактинемию; при этом у женщин могут возникнуть дисменорея, аменорея, галакторея; у мужчин — гинекомастия. Кроме того, длительное применение фенотиазиновых нейролептиков может способствовать развитию гипотиреоза, а некоторых из них (аминазин, этаперазин) — развитию диабета.
Нейролептики, в том числе производные фенотиазина, могут вызывать злокачественный нейролептический синдром; особенно часто его вызывают модитен и аминазин.
Приём нейролептиков, в том числе производных фенотиазина, может приводить к нейролептической депрессии. Чаще всего её вызывают аминазин, тизерцин и другие алифатические производные, но могут вызывать также трифтазин, мажептил, этаперазин, модитен-депо и другие производные пиперазина. В частности, при применении производных пиперазина может встречаться такой вариант нейролептической депрессии, как персеверирующая («назойливая») депрессия, для которой характерны преобладание тревожно-апатических проявлений с однообразной назойливостью, стереотипным монотонным повторением одних и тех же депрессивных и тревожных жалоб либо преобладание явлений идеаторной и моторной заторможенности, замедление течения мыслей, тихая маломодулированная речь, моторные стереотипии, вялость, апатия, безразличие, ощущение «непреодолимой лени», нежелания что-либо делать, тоска, «тяжесть на душе», идеи самоуничижения, безысходности, никчёмности существования.

## Взаимодействия
Фенотиазиновые нейролептики усиливают гипотензивный эффект при совместном их применении с антигипертензивными и сосудорасширяющими средствами (гидралазином, нитропруссидом, миноксидилом). Гипотензивный эффект усиливается также при сочетании нейролептиков с блокаторами кальциевых каналов (амлодипином, верапамилом и др.), средствами для наркоза, сочетании фенотиазиновых нейролептиков с диуретиками.
Сочетанное применение аминазина (вероятно, и других фенотиазиновых нейролептиков) с ингибиторами ангиотензин-превращающего фермента (ИАПФ) может обусловливать развитие тяжёлой ортостатической гипотонии. Ортостатическую гипотонию также вызывает сочетанное применение фенотиазинов с блокаторами ангиотензиновых АТ1-рецепторов.
Сочетание фенотиазинов с антиаритмическими препаратами (амиодароном, дизопирамидом, прокаинамидом, соталолом или хинидином) может приводить к повышенному риску желудочковых аритмий. Риск развития желудочковых аритмий возрастает также при сочетании фенотиазинов с моксифлоксацином, сонапакса с другими фенотиазиновыми нейролептиками, сонапакса с пимозидом, пимозида с другими фенотиазинами. Тизерцин в сочетании с прометазином обусловливает повышенный риск желудочковой тахикардии и пируэтной тахикардии. Нейролептики в сочетании с антигистаминными средствами также повышают риск желудочковых аритмий.
Альфа-адреноблокаторы и бета-адреноблокаторы усиливают угнетающее действие фенотиазинов на ЦНС, а фенотиазины усиливают действие альфа-адреноблокаторов и бета-адреноблокаторов. При их сочетании возможны брадикардия, гипотензия, повышенная утомляемость, сонливость, нарушения сердечного ритма, спазм сосудов конечностей, повышение частоты приступов бронхиальной астмы. Вместе с тем аминазин, особенно если применять его в высоких дозах, может противодействовать гипотензивному эффекту бета-адреноблокаторов.
Сочетанное применение фенотиазиновых нейролептиков и симпатомиметиков обусловливает противодействие вазопрессорному действию симпатомиметиков.
Фенотиазины снижают гипогликемический эффект производных сульфонилмочевины.
При сочетании нейролептиков с трициклическими антидепрессантами происходит взаимное замедление метаболизма, усиление основных и побочных эффектов. В частности, сочетание фенотиазиновых нейролептиков с трициклическими антидепрессантами приводит к усилению антихолинергических побочных эффектов; оно может приводить также (как правило, у пациентов позднего возраста) к тимонейролептическому синдрому.
Сочетание фенотиазиновых нейролептиков с М-холиноблокаторами усиливает антихолинергические побочные эффекты фенотиазиновых нейролептиков, однако при этом снижается их концентрация в плазме крови.
При сочетании нейролептиков с амантадином усиливаются экстрапирамидные побочные эффекты. Бромкриптин, каберголин, метилдопа ослабляют вызываемые нейролептиками гиперпролактинемию и экстрапирамидные расстройства, леводопа также препятствует эффектам нейролептиков.
Совместное применение препаратов лития и фенотиазиновых нейролептиков снижает эффективность препаратов лития. Кроме того, при таком сочетании возможны нейротоксические побочные действия, экстрапирамидные расстройства, дискинезии.
При одновременном применении фенотиазиновых нейролептиков с рисперидоном возможно повышение концентрации рисперидона в плазме крови.
Низкоактивные фенотиазины (например, хлорпромазин) не рекомендуется применять при отмене бензодиазепинов, потому что они снижают судорожный порог и могут ухудшить эффект синдром отмены бензодиазепинов; при необходимости их приёма следует применять их осторожно.
При сочетании фенотиазинов с адсорбентами (каолином) и антацидами возможно уменьшение всасывания.
Аскорбиновая кислота уменьшает терапевтическое действие фенотиазиновых нейролептиков.

## Противопоказания
Фенотиазиновые нейролептики нельзя назначать пациентам, находящимся в коматозном состоянии, в том числе при отравлениях алкоголем, наркотиками, барбитуратами.
Если у пациента отмечались реакции гиперчувствительности при предыдущем лечении фенотиазиновыми нейролептиками (например, дискразия крови, желтуха), нельзя назначать пациенту фенотиазиновые нейролептики, кроме случаев, когда врач считает, что потенциальная польза от приёма препарата может перевесить потенциальный риск.

## Меры предосторожности
У пациентов с повышенным риском развития печёночных осложнений (например, гепатит в анамнезе) перед началом лечения фенотиазиновыми нейролептиками необходимо иметь данные об исходном уровне функций печени.